# Ольгерт Дункерс
Ольґертс Дункерс (латис. Oļģerts Dunkers; *11 лютого 1932, Рига — †10 вересня 1997) — радянський і латвійський актор, кінорежисер і театральний педагог.

## Біографія
Народився 11 лютого 1932 в Ризі.
Закінчив Ризький технікум працівників освіти і культури за спеціалізацією бібліотечного працівника (1951) і Ленінградський державний інститут театру, музики і кінематографії ім. Островського (1957).
Режисер Валміерського драматичного театру (1957-1958), Даугавпілсського музично-драматичного театру (1958-1959), головний режисер Красноярського драматичного театру імені Пушкіна (1962-1964), головний режисер Ризького державного театру оперети (1989-1993). Брав участь в постановках Лієпайського театру і Нового Ризького театру.
З 1964 по 1989 працював на Ризькій кіностудії. Поставив дванадцять повнометражних фільмів. Знімався як актор у своїх колег.
Написав кілька книг, присвячених режисерській професії. Викладав, був доцентом Латвійської музичної академії. Керував режисерськими курсами на Латвійському телебаченні і акторськими курсами Музичного театру.
У 90-ті заради політики залишив професію. Був обраний в Шостий Сейм і брав участь в його роботі, спочатку від фракції «Latvijai», потім «Tautai un taisnībai».
Помер 10 вересня 1997 у Ризі. Похований на Ліепупському цвинтарі в Ліепупській волості Салацгрівського краю.

## Фільмографія

### Режисер, сценарист
- 1968 — За поворотом — поворот — режисер
- 1970 — Клав — син Мартіна — режисер
- 1971 — Танець метелика — режисер
- 1973 — Курчат по осені рахують — режисер
- 1974 — Напад на таємну поліцію — режисер
- 1977 — Чоловік у розквіті років — режисер, сценарист
- 1979 — За скляними дверима — режисер
- 1980 — Жайворонки — режисер, сценарист
- 1982 — Блюз під дощем — режисер
- 1983 — Сад з привидом — режисер, сценарист
- 1986 — Він, вона та діти — режисер
- 1988 — Вікторія — режисер

### Актор
- 1970 — Стріляй замість мене
- 1974 — Вірний друг Санчо — Кредо
- 1975 — Мій друг — людина несерйозна — Шеф
- 1976 — Смерть під вітрилом — доктор Роджер Міллс
- 1976 — Сімейна мелодрама — адміністратор клубу
- 1977 — Чоловік у розквіті років
- 1979 — Незавершена вечеря — епізод
- 1980 — Рання іржа — Кіккуліс
- 1982 — Таран — водій іномарки
- 1985 — Остання індульгенція — Петро Петрович
- 1989 — Дні людини
- 1991 — Депресія — епізод